# Atheliales
Atheliales is een botanische naam voor een monotypische orde van paddenstoelen. Het bevat alleen de familie Atheliaceae.